# Waves (Normani)
Waves è un singolo della cantante statunitense Normani, pubblicato il 15 novembre 2018 dalle etichette discografiche Keep Cool e RCA Records.
Il brano vede la partecipazione del rapper statunitense 6lack.

## Pubblicazione
Normani ha originariamente eseguito la canzone senza 6lack in occasione di un concerto per Tidal a Brooklyn il 23 ottobre 2018. Paper aveva anticipato che la canzone era un singolo in uscita ad ottobre. La cantante ha annunciato la canzone e ha condiviso la sua copertina su Twitter il 14 novembre. Il singolo dovrebbe apparire nell’album di debutto di Normani, in uscita nel 2019.

## Descrizione
Musicalmente, Waves è una canzone R&B "affascinante e ipnotica". La canzone si apre con sintetizzatori "atmosferici", prima di transitare in percussioni e basso. Il testo si riferisce alla cantante che torna in una vecchia relazione. Inizialmente, il pre-ritornello del singolo, così come alcune parti del testo, era diversi, tuttavia è stato cambiato una volta che 6lack ha iniziato a lavorarci.

## Accoglienza
Jon Blistein per Rolling Stone ha definito il brano una "canzone meditabonda sulle rotture amorose", aggiungendo che Normani e 6lack donano entrambi "abili esibizioni vocali". Rap-Up ha elogiato il simbolismo sessuale di Normani. Brittany Spanos, anch’ella per Rolling Stone, ha definito il singolo "degno del tipo di stella che Normani vede in se stessa e di come vuole essere". MTV ha lodato la combinazione delle loro voci.